# Andreas Grassl
Andreas Grassl, född 25 oktober 1984, även känd som pianomannen, var en man som sommaren 2005 hittades genomblöt på en brittisk strand och bara teg, varpå han togs om hand och förvarades på ett sjukhus, medan en intensiv jakt på hans identitet tog fart, eftersom han alltjämt fortsatte tiga och endast kommunicerade med omvärlden genom att rita teckningar föreställande pianon. Pianotecknandet ledde till att man gav honom plats vid ett piano, vid vilket han förblev sittande långa stunder och olika rykten om hur bra eller dålig han var på pianospel spreds vida. Efter fyra månaders tystnad talade Grassl och det visade sig att han var en homosexuell man från Bayern, som nyligen hade fått sparken från ett jobb i Paris.
I slutet av augusti 2005 är ännu mycket i historien kring Pianomannen oklart. Främst gäller det huruvida hans "frånvarande" tillstånd bara var ett skådespel och ifall han i själva verket inte har eller har haft någon psykisk störning. Enligt honom själv var han deprimerad och tänkte ta sitt liv när han hittades. Han har vidare hävdat att han inte minns något av hur han hamnade där han hittades och vad som sedan följde.